# Artibeus cinereus
Artibeus cinereus је врста слепог миша из породице љиљака-вампира (Phyllostomidae).

## Распрострањење
Ареал врсте Artibeus cinereus обухвата већи број држава. Врста је присутна у Бразилу, Венецуели, Колумбији, Перуу, Боливији, Суринаму, Гвајани, Тринидаду и Тобагу и Француској Гвајани.

## Станиште
Станиште врсте су шуме. 

## Угроженост
Ова врста је наведена као последња брига, јер има широко распрострањење и честа је врста.